# حقن الهباء الجوي في الستراتوسفير

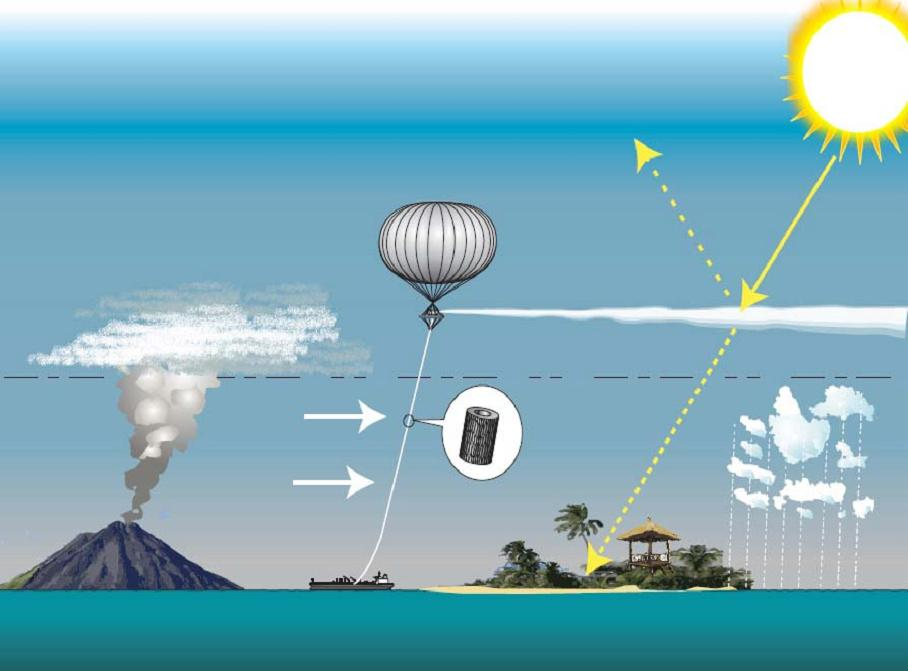
بالون مربوط مقترح لحقن الهباء الجوي في الستراتوسفير

حقن الهباء الجوي في الستراتوسفير أو الحقن الستراتوسفيري للهباء الجوي طريقة مقترحة للهندسة الأرضية الشمسية (أو الإدارة بالإشعاعات الشمسية) لتخفيض التغير المناخي الناتج عن النشاطات البشرية. في هذه الطريقة، يقدم الهباء الجوي إلى طبقة الستراتوسفير لخلق تأثير تبريدي عن طريق الإعتام العالمي، والذي يحدث بشكل طبيعي نتيجة الانبعاثات البركانية. يظهر أن حقن الهباء الجوي في الستراتوسفير -بشدة متوسطة- يمكن له أن يضاد معظم تغيرات درجات الحرارة ومعدلات الهطول، ويبدأ مفعوله بشكل سريع، وله تكاليف تطبيق منخفضة، ويمكن عكسه في تأثيراته المناخية المباشرة. تخلص اللجنة الدولية للتغيرات المناخية إلى أنه «أكثر طريقة ]للإدارة بالإشعاعات الشمسية[ درست من خلال الأبحاث، وهناك اتفاق كبير على أنها من الممكن أن تحد الاحترار العالمي إلى أقل من 1.5 درجة مئوية». ولكن، كالطرق الأخرى للإدارة بالإشعاعات الشمسية، فإن حقن الهباء الجوي في الستراتوسفير سيفعل ذلك بشكل غير مثالي ومن الممكن وجود آثار أخرى له، تحديدًا إذا استخدم بطريقة دون المستوى الأمثل.
اقترحت عدة أشكال من الكبريت كمادة للحقن، لأن هذا يشكل جزءًا من الطريقة التي تبرد فيها الانبعاثات البركانية الكوكب. هناك مواد أخرى كالكالسيت أيضًا قيد الدراسة. الطريقة المقترحة الأكثر شيوعًا لإجراء الحقن هي استخدام طائرة مخصصة لهذا الدور.

## الطرق

### المواد
درس استخدام غازات أولية كثنائي أكسيد الكبريت وكبريتيد الهيدروجين. وفقًا للتقديرات فإن «كيلوغرام واحد من الكبريت الموضوع في مكانه الصحيح في الستراتوسفير يمكنه تقريبًا إلغاء الأثر الحراري الناتج عن عدة مئات آلاف كيلوغرامات ثنائي أكسيد الكربون». حسبت إحدى الدراسات أثر حقن جسيمات كبريتات، أو هباء جوي، كل سنة إلى أربع سنوات في الستراتوسفير بكميات مساوية لتلك التي أطلقها الانفجار البركاني لجبل بيناتوبو في عام 1991، ولكنها لم تأخذ بعين الاعتبار التحديات التقنية والسياسية العديدة التي تشتمل عليها جهود الإدارة بالإشعاعات الشمسية المحتملة. يبدو أن استخدام حمض الكبريت الغازي يقلل من مشكلة نمو الهباء الجوي. هناك مواد أخرى كالجسيمات المرتحلة بالضوء (فوتوفورية)، وثنائي أكسيد التيتانيوم، والألماس أيضًا قيد الدراسة.

### الإيصال
اقترحت عدة طرق لإيصال الهباء الجوي أو الغازات الأولية. الارتفاع المطلوب لدخول الستراتوسفير هو ارتفاع التربوبوز، والتي تتباين من 11 كيلومترًا (6.8 ميل/36,000 قدم) عند القطبين وصولًا إلى 17 كيلومترًا (11 ميل/58,000 قدم) عند خط الاستواء.
- طائرة مدنية كطائرة بوينغ 747-400 وغولفستريم جي550/650، سي-37 يمكن تعديلها بكلفة منخفضة نسبيًا لإيصال كميات كافية من المواد المطلوبة وفقًا لإحدى الدراسات، ولكن دراسة متعمقة لاحقة تقترح الحاجة إلى طائرة جديدة وأن من السهل تطوير واحدة.[14][15]
- طائرة عسكرية كطائرة إف15-سي وهي إحدى أنواع طائرات إف-15 إيغل ولها سقف الطيران اللازم، ولكن حمولتها محدودة. الطائرات الناقلة العسكرية كطائرة كيه سي-135 ستراتوتانكر وكيه سي-10 إكستندر لها أيضًا سقف الطيران اللازم، ولكنها تستطيع حمل حمولة أكبر.[16]
- يمكن لأسلحة المدفعية المعدلة أن تمتلك القدرة اللازمة، ولكنها تتطلب شحنة من البارود الملوث ومرتفع الثمن لرفع الحمولة. يمكن لمدفعية الريلغان أن تكون بديلًا لا يسبب التلوث.[17]
- يمكن استخدام مناطيد الارتفاعات الكبيرة لرفع الغازات الأولية، في خزانات أو خزانات مرنة أو في غلاف المنطاد نفسه.

### نظام الحقن
نوقشت خطوط عرض مواقع الحقن وتوزيعها من قبل العديد من الكتاب. رغم أن نظام الحقن قرب خط الاستواء سيسمح للجسيمات بالدخول إلى الساق الصاعدة من دورات بريور-دوبسون، فإن العديد من الدراسات استنتجت أن نظام حقن أوسع وفي خطوط عرض أعلى سيخفض معدلات التدفق الكتلية و/أو ينتج فوائد مناخية. يبدو أنه من المفيد تركيز الحقن الأولي في خط طول وحيد، بتخفيض التكثيف للجسيمات الموجودة، ما يؤدي إلى تحكم أفضل بالتوزع الحجمي للهباء الجوي الناتج. قد يتطلب زمن الإقامة الطويل لثنائي أكسيد الكربون في الغلاف الجوي إلى التزام على مدى زمني بآلاف السنوات بإدارة موارد التخزين إذا لم تتابع عملية إخماد الانبعاثات بشكل شديد بالتزامن.

## تشكيل الهباء الجوي
ينشأ التشكيل الأولي للهباء الجوي، ويعرف أيضًا باسم التشكيل المتجانس للهباء الجوي، عندما يندمج SO2 الغازي مع الأكسجين والماء لتشكيل حمض الكبريت المائي (H2SO4). المحلول المائي الحمضي هذا على شكل بخار ويتكاثف لجسيمات من المادة الصلبة، وهو إما من منشأ نيزكي أو من الغبار المحمول من السطح إلى الستراتوسفير. يحدث تشكيل الهباء الجوي الثانوي أو غير المتجانس عندما يتكاثف بخار H2SO4 لجسيمات هباء جوي موجودة. تتصادم جسيمات أو قطرات الهباء الجوي الموجودة أيضًا مع بعضها البعض، منشئةً جسيمات أو قطرات أكبر في عملية تعرف باسم التجلط. تؤدي درجات الحرارة الجوية الأعلى إلى جسيمات أكبر أيضًا. تكون هذه الجسيمات الأكبر أقل فعالية في تبديد ضوء الشمس لأن تبدد ضوء الذروة يتحقق بواسطة الجسميات ذات أقطار 0.3 ميكرومتر.

## مزايا التقنية
من مزايا هذه الطريقة بالمقارنة مع الطرق الأخرى للإدارة بالأشعة الشمسية:
- تحاكي عملية طبيعية: يصنع الهباء الجوي الكبريتي الستراتوسفيري عن طريق عمليات طبيعية موجودة (وخاصةً البراكين)، وقد درست آثارها بالملاحظة. هذا على عكس تقنيات أخرى للإدارة بالأشعة الشمسية أخرى تعتمد على التكهنات أكثر لا تحاكي عمليات طبيعية (مثلًا ظل الشمس الفضائي).[22][23]
- الجدوى التقنية: على عكس التقنيات الأخرى المقترحة للإدارة بالأشعة الشمسية، كتبييض السحب البحرية، فإن العديد من التقنيات المطلوبة موجودة مسبقًا: التصنيع الكيميائي، القذائف المدفعية، طائرات الارتفاعات العالية، مناطيد الجو، ...إلخ. تشمل التحديات التقنية غير المحلولة طرق إيصال المادة بقطر متحكم به مع خصائص تبديد جيدة.
- قابلية التوسع: بعض تقنيات الإدارة بالأشعة الشمسية، كالأسقف الباردة وحماية الجليد، لا يمكنها توفير سوى مقدار محدود من التدخل في المناخ بسبب الحجم غير الكافي؛ أي لا يمكن تخفيض درجة الحرارة أكثر من مقدار معين في كل تقنية. اقترحت الأبحاث أن هذه التقنية قد يكون لها قدرة مرتفعة على التأثير الإشعاعي.[24]

## الكلفة
تقترح الدراسات الأولية أن حقن الهباء الجوي في الستراتوسفير يمكن أن تكون كلفته المباشرة منخفضةً نسبيًا. تقدر الكلفة السنوية لإيصال 5 ملايين طن من الهباء الجوي المحسن للوضاءة (الكافي لتأخير الاحترار المتوقع على امتداد القرن التالي) لارتفاع 20 إلى 30 كم بنحو 2 بليون إلى 8 بليون دولار. للمقارنة، فإن تقديرات الكلفة السنوية للضرر المناخي أو تخفيف الانبعاثات تتراوح بين 200 بليون و2 ترليون دولار.
وجدت دراسة عام 2016 أن كلفة التبريد لكل 1 واط/م2 تقدر في المجال 5-50 بليون دولار أمريكي في السنة. بما أن الجسيمات الأكبر أقل كفاءة في التبريد وتسقط من السماء بشكل أسرع، يتوقع أن تزداد كلفة وحدة التبريد مع الزمن إذ تؤدي الجرعات المتزايدة إلى جسيمات أكبر، ولكن أقل كفاءة بآلية كالتجلط أو نضوج أوستوالد. بافتراض سيناريو مسار التركيز التمثيلي (آر سي بّي) 8.5، فسنحتاج -5.5 واط/م2 من التبريد بحلول عام 2100 للمحافظة على مناخ عام 2020. عند مستوى الجرعة اللازم لتوفير هذا المقدار من التبريد، ستنخفض الكفاءة الصافية لواحدة الكتلة المحقونة من الهباء الجوي إلى ما دون 50% بالمقارنة مع التطبيق منخفض المستوى (دون 1واط/م2). عند جرعة كلية -5.5 واط/م2، ستكون التكلفة في المجال 55-550 مليار دولار أمريكي في السنة عندما يؤخذ انخفاض الكفاءة أيضًا بالحسبان، ما يجعل الإنفاق السنوي ضمن مستويات مشابهة للبدائل الأخرى لتخفيف آثار الاحتباس الحراري.